# IC 3831
IC 3831 је лентикуларна галаксија у сазвјежђу Гавран која се налази на листи објеката дубоког неба у Индекс каталогу.
Деклинација објекта је - 14° 34' 24" а ректасцензија 12h 51m 18,5s. Привидна величина (магнитуда) објекта IC 3831 износи 12,8 а фотографска магнитуда 13,8. IC 3831 је још познат и под ознакама MCG -2-33-27, PGC 43536.